# Hoành Sa (đảo)

đảo Hoành Sa (đỏ) tại Thượng Hải (vàng)

đảo Hoành Sa (giản thể: 横沙岛; phồn thể: 橫沙島; bính âm: Héngshā Dǎo) là một đảo phù sa ở vùng cửa sông của Trường Giang tại Thượng Hải, Trung Quốc. Đảo Hoành Sa giáp với biển Hoa Đông ở phía đông, đối mặt với đảo Trường Hưng ở phía tây, đối mặt với đảo Sùng Minh ở phía bắc và đối mặt với Phố Đông Thượng Hải ở tây nam. Toàn đảo Hoành Sa tạo thành hương Hoành Sa, trước đây thuộc huyện Xuyên Sa, năm 1958 quy thuộc huyện Bảo Sơn (nay là khu Bảo Sơn), đến năm 2005 thì cùng với đảo Trường Hưng được sáp nhập về huyện Sùng Minh. Những năm Hàm Phong (1851-1861) thời Thanh Văn Tông thì bắt đầu hình thành bãi cạn, đến năm Quang Tự thứ 22 (1886) thời Thanh Đức Tông thì đảo bắt đầu được khai khẩn. Năm 2005, đảo Hoành Sa có hình tam giác với diện tích 56 km² và dân số là 33.000 người.